# Yang Hye-ji

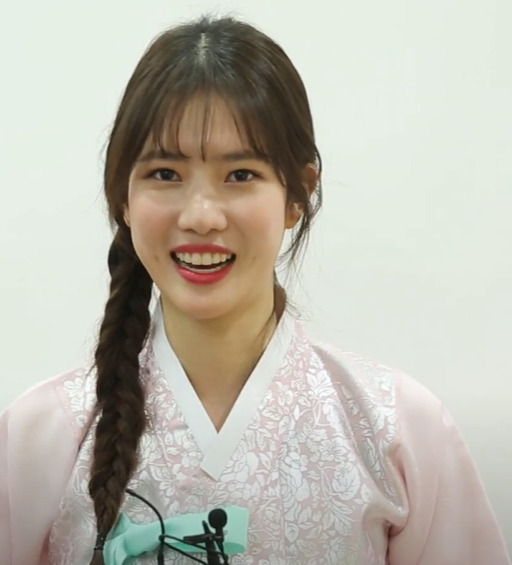
Yang Hye-ji, 2020

Yang Hye-ji (koreanisch 양혜지; * 20. Januar 1996 in Südkorea) ist eine südkoreanische Schauspielerin. Bekannt wurde sie in Live On, Nevertheless, When the Weather Is Fine und The Rich Son.

## Leben und Karriere
Yang wurde am 20. Januar 1996 in Südkorea geboren. Ihr Debüt gab sie 2016 in der Fernsehserie Secret Crushes. Danach spielte sie 2018 in The Rich Son mit. Im selben Jahr bekam sie eine Rolle in Dear My Room. 2019 wurde sie für die Serie Failing in Love gecastet. Yang trat in der Serie Big Issue auf. Unter anderem war Yang 2021 in dem Film Insa zu sehen. Außerdem spielte sie in  The Devil die Hauptrolle.

## Filmografie (Auswahl)
Filme
- 2021: Insa

Serien
- 2016: Secret Crushes
- 2018: The Rich Son
- 2018: Dear My Room
- 2019: Failing in Love
- 2019: Big Issue
- 2020: When the Weather Is Fine
- 2020: Live On
- 2021: Nevertheless
- 2022: Bad-Memory Erase
- 2023: The Devil
- 2023–2024: Sweet Home

## Auszeichnungen

### Gewonnen
- 2018: 26th Korea Culture and Entertainment Awards in der Kategorie „Best New Actress in Drama“[7]